# Myliobatis hamlyni
Espèce
Statut de conservation UICN

 NT  : Quasi menacé
Myliobatis hamlyni est une espèce de raie.